# Ассен, Муэз
Муэ́з Ассе́н (фр. Mouez Hassen, араб. معز حسن‎; 5 марта 1995, Фрежюс, Франция) — футболист, вратарь клуба «Клуб Африкен» и сборной Туниса.

## Клубная карьера
Свою футбольную карьеру Ассен начал в юношеской школе города Сен-Рафаэль. В 2009 году он перешёл в молодёжную команду клуба «Фрежюс», а после 2010 года оказался в «Ницце».
В 2012 году он был включён в состав основной команды, после победы в юниорском кубке Гамбарделла. 25 сентября 2013 года Ассен дебютировал на профессиональном уровне в матче Лиги 1 против «Нанта».
После серьёзной травмы Жориса Делля сезон 2014/15 Муэ начал основным вратарём команды. Дважды по ходу чемпионата из-за нестабильной игры он на время уступал место в воротах Симону Пуплену, но в итоге сумел отыграть 30 матчей. На сезон 2015/16 Ассен рассматривался в качестве дублёра, но вновь сумел отвоевать место в основном составе.

## Карьера в сборной
Ассен принимал участие в чемпионате Европы по футболу до 19 лет в 2013 году и выиграл со сборной серебряные медали, уступив в финальном матче команде Сербии. Сам Муэ на турнире не провёл ни одного матча.
25 марта 2015 года Ассен сыграл первый матч за молодёжную сборную Франции против команды Эстонии.
В марте 2018 года Муэз принял решение выступать за сборную Туниса и сыграл на чемпионате мира 2018 года в России, но в ходе него получил травму и покинул расположение команды.